# Beyond the Blue Bird
Beyond The Blue Bird – album muzyczny amerykańskiego pianisty jazzowego Tommy’ego Flanagana.
Płyta nagrana jako Tommy Flanagan Trio, ale tym razem do zwykle występujących z pianistą muzyków dołączył gitarzysta Kenny Burrell. Nagrania zarejestrowano 29 i 30 kwietnia 1990 w Studio 44, w Monster w Holandii. CD został wydany w 1991 przez firmę Timeless.

## Muzycy
- Tommy Flanagan – fortepian
- George Mraz – kontrabas
- Lewis Nash – perkusja
- Kenny Burrell – gitara

## Lista utworów
| 1.  | "Bluebird" (Charlie Parker)                           | 5:40    |
|     |                                                       |         |
| 2.  | "Yesterdays" (Jerome Kern)                            | 8:59    |
|     |                                                       |         |
| 3.  | "50-21" (Thad Jones)                                  | 7:12    |
|     |                                                       |         |
| 4.  | "Blues In My Heart" (Benny Carter)                    | 7:12    |
|     |                                                       |         |
| 5.  | "Barbados" (Charlie Parker)                           | 6:11    |
|     |                                                       |         |
| 6.  | "Beyond The Bluebird" (Tommy Flanagan)                | 4:45    |
|     |                                                       |         |
| 7.  | "Nascimento" (Barry Harris)                           | 7:50    |
|     |                                                       |         |
| 8.  | "The Con Man" (Dizzy Reece)                           | 5:29    |
|     |                                                       |         |
| 9.  | "Something Borrowed, Something Blue" (Tommy Flanagan) | 6:45    |
|     |                                                       |         |
| 10. | "Bluebird After Dark" (Kenny Burrell)                 | 6:50    |
|     |                                                       |         |
|     |                                                       | 1:06:53 |
|     |                                                       |         |

## Informacje uzupełniające
- Producent – Diana Flanagan
- Koordynacja produkcji – Anne de Jong
- Producent wykonawczy – Wim Wigt
- Inżynier dźwięku – Max Bolleman
- Projekt okładki – Joost Leijen
- Notka informacyjna na okładce – Dan Morgenstern
- Łączny czas nagrań – 67:21